# 比利亚雷霍德丰特斯
比利亚雷霍德丰特斯，是西班牙卡斯蒂利亚-拉曼恰昆卡省的一个市镇。总面积128平方公里，总人口744人（2001年），人口密度6人/平方公里。